# Денежное обязательство
Денежное обязательство — в гражданском праве обязательство, содержанием которого является передача определённой или определимой суммы денег от должника в собственность кредитору. Под определённой суммой понимается сумма, размер которой определён в момент возникновения денежного обязательства. Определимая сумма — это та, размер которой не определён в момент возникновения денежного обязательства, но указан способ его исчисления. Денежные обязательства выделяются в отдельную категорию обязательств и регулируются применимыми только к ним законодательными нормами, а также рядом норм законодательного и торгового права. Любое обязательство может быть трансформировано в денежное, если при его нарушении присуждается денежная компенсация.
Советский правовед Л. А. Лунц выделял денежные обязательства в узком и широком смысле. Денежные обязательства в широком смысле он определял как любые обязательства, предметом которых являются деньги. В зависимости от предмета денежных обязательств, он выделил следующие их виды:
1. Валютные сделки — их предметом являются какие-либо виды денежных знаков;
2. Обязательства платежа по определённому курсу — их предметом является ценность определённого рода денежных знаков;
3. Алиментные обязательства — их предметом является предоставление определённой покупательной способности;
4. Денежные обязательства в узком смысле — предоставление определённой суммы денежных средств.